# ضياء سلمان
ضياء سلمان يوسف سلمان علي (مواليد فبراير 1992) لاعب كرة قدم بحريني يلعب حاليا لصالح نادي الدرجة الأولى الأهلي البحريني في خط الوسط من 2010.

## الإنجازات
- كأس الاتحاد البحريني (1): 2016

## الاحتجاجات
ضمن الاحتجاجات السياسية لإسقاط النظام الملكي في البحرين التي بدأت من عام 2011 فقد تم القبض على ضياء مرتين من قبل قوات الشرطة وفي كل مرة يتم الإفراج عنه. تم القبض عليه في المرة الأولى في 25 أكتوبر 2014 في منزله بقرية الدراز حيث قال والده أنه لا يعلم سوى أن ضياء متواجد في مركز شرطة دوار 17 في مدينة حمد. وفي المرة الثانية داهمت عناصر الشرطة في 11 يناير 2015 منزل ضياء مجددا لتسليمه إحضارية للمثول أمام التحقيقات الجنائية دون معرفة أسباب هذا الاستدعاء.